# Ruta del cacao (Venezuela)
La ruta del cacao es el nombre de la vía de acceso hacia la comunidad de Chuao atravesando el Parque nacional Henri Pittier partiendo desde el Norte de la ciudad de Turmero en el Estado Aragua, Venezuela. La ruta era transitada a diario desde fines del siglo XVI para transportar el cacao sembrado y cosechado en Chuao con destino a la Región del Centro de Venezuela. La ruta permanece mayormente descubierta atravesando las montañas que rodean el Cerro El Picacho (Turmero) por Guayabita y Trincherón, suburbios de Turmero vía El Paraíso, Sabaneta y Cepe, y que consta de caminos de recuas o viejos caminos de herradura viables a pie.

## Historia
La región costeña de la bahía de Chuao estaba bajo el liderazgo de Juan Desque por encomienda de Diego de Losada hasta el valle de Cagua al lado sur de la cordillera central de la Costa venezolana desde 1570. Los habitantes de la costa venezolana, con peculiar especialidad en el pueblo de Chuao, cultivaban cacao de renombre internacional desde al menos los inicios del siglo XVII. Durante todo el siglo XVII los sembradores de Chuao eran fundamentalmente indígenas, muchos de los cuales provenían de otras regiones del país, probablemente huyendo de las fuerzas y abusos que recibían en sus lugares de origen. En 1751, el gobernador de la provincia de Venezuela Felipe Ricardos ordenó al capitán don Manuel de Agreda que demoliera la zona, quemando chozas, bujíos y casas de paja en nombre de España para controlar el contrabando de vagabundos, forajidos, prófugos y continuos delincuentes del comercio ilícito establecidos en Chuao. Desde ese momento los sembradíos se organizaron bajo la Real Compañía Guipuzcoana para que los colonizadores de Venezuela aceleraran los métodos de plantación impuesta por la demanda española introduciendo esclavos africanos.
Una de las más notorias características de la industria de cacao en Chuao era la gran permisibilidad por parte de los administradores de las haciendas daban a sus esclavos, quienes casi todos vivían en pequeños sembradíos conocidos como "haciendillas". La Real Compañía Guipuzcoana, que monopolizó la industria del cacao, entraba y salía de Venezuela por embarcaciones desde la bahía de Chuao. Los colonos y mercancías viajaban hacia Caracas por una ruta ya establecida que atravesaba la montaña hacia la ciudad de Caracas. Esa fue la ruta que, después de las rebeliones de los esclavos a fines de 1749, usaron los pobladores afrovenezolanos para vender el cacao a las ciudades de Venezuela, especialmente quienes tenían sus haciendillas en las lomas más elevadas de la montaña. Los pobladores traían el cacao de las sierras y montañas de la tierra que actualmente ocupa la falda norte del parque nacional Henri Pittier, donde había grandes montes y arboledas de cacao silvestres donde se criaban, subían y se descollaban sobre las colinas de la montaña. 
En vista de que las áreas del valle de Chuao fueron asiento de grupos indígenas caribes que tenían contactos con los indígenas pertenecientes a la depresión del lago de Valencia, se especula que la ruta del cacao haya sido, al menos en parte, la ruta a través del cual los indígenas de Chuao se relacionaban con sus vecinos del oeste.

## Recorrido

### Chuao
La ruta del cacao comienza en la población afrovenezolana de Chuao. El pueblo se encuentra a 5 km de la bahía homónima del Mar Caribe venezolano. Chuao está ubicado a orillas del río del mismo nombre que fluye hacia el mar. La población está situada en la falda norte del parque nacional Henri Pittier, cuyos cerros están poblados por caseríos que acostumbran hacer diques en el río Chuao. El principal, ahora conocido por la ruta de montañismo es el "pozo Copey", nombre dado por las numerosas especies de árboles del género Clusia que caracterizan esa zona. Los caseríos de Chuao abundan en cacao y granos como el quinchoncho. Un breve desvío de la ruta del cacao a orillas del río Chuao lleva a una cascada de unos 70 mt de altura conocido como «Chorreón» o «cascada El Duro». Toda el área que rodea al valle del río Chuao está bajo el manejo del Instituto Nacional de Parques. Actualmente unas 30 hectáreas están siendo explotadas con alta relevancia para las variedades de cacao de alto valor genético de los valles costeros.

### El Paraíso
Desde el "pozo Copey", la ruta del cacao se dirigía en sentido sur hasta una región conocida como «El Paraíso». Muy a pesar del nombre, El Paraíso es la zona más árida de la ruta, caracterizados por picas y terrenos escarpados. Es frecuente ver en los alrededores casas abandonadas de barro y palmeras. El Paraíso es el asentamiento humano más habitado fuera de Chuao en la región y completamente ubicado en el parque nacional Henri Pittier. El camino desde la plaza de pescadores de Chuao hasta Paraíso es de tierra y amplio de unos dos km de largo. Desde el punto que el camino cruza el río Chuao hasta Paraíso son de unos 1.5 km y cuesta arriba en todo su trayecto. En vista de su ecotono árido, las colinas de Paraíso son las que más sufren los estragos de incendios forestales.
Los chaparros (variedades de los géneros Curatella y Bowdichia), las majaguas (Heliocarpus sp.) y el palo maría (Triplaris sp.) son característicos de los bosques a menor altitud que rodean la zona alta de Paraíso. En las zonas medias se ubican arbustos de mediana altura y hierbas en diversas etapas de recuperación producto de los incendios forestales.

### Río Medio
Desde el Paraíso la ruta del cacao penetra la densa selva nublada del parque Henri Pittier. Hasta la cueva del tigre el camino es en subida y riguroso. Desde la cueva del tigre se sigue en ascenso variado con planicies cortas hasta el Río Medio. Desde Paraíso hasta el Río Medio son 20 km aproximadamente.
Ubicado en el corazón de la Región Central de Venezuela, el río Medio se encuentra tallando un relieve abrupto de fuertes pendientes y formaciones vegetales propias de la selva nublada. Dentro de las mismas se encuentran especies de orquídeas, bromelias, palmas y árboles de gran desarrollo como la Gyranthera caribensis, conocido como "El niño" o "cucharón", que promedian aproximadamente 40 m de altura y son indicadores del bosque nublado, al igual que las palmas macanilla (Bactris setulosa), caña molinillo (Chamaedorea pinnatifrons), prapa (Wettinia praemorsa) y otras de los géneros Geonoma, Hyospathe y Socratea y por último musgos, líquenes, helechos y hongos.
Por ser parte del Parque Henri Pittier este nivel de la ruta se compone de una topografía muy abrupta, no estable ni plana, el clima varía según la altura sobre el nivel del mar. El parque se sitúa a una temperatura menor al sistema costero con zonas bajas que pueden superar los 30 °C, mientras que en las zonas más altas descienden desde los 12 °C hasta los 6 °C con altos niveles de precipitación durante el período lluvioso entre abril y noviembre.

### Simón Machado

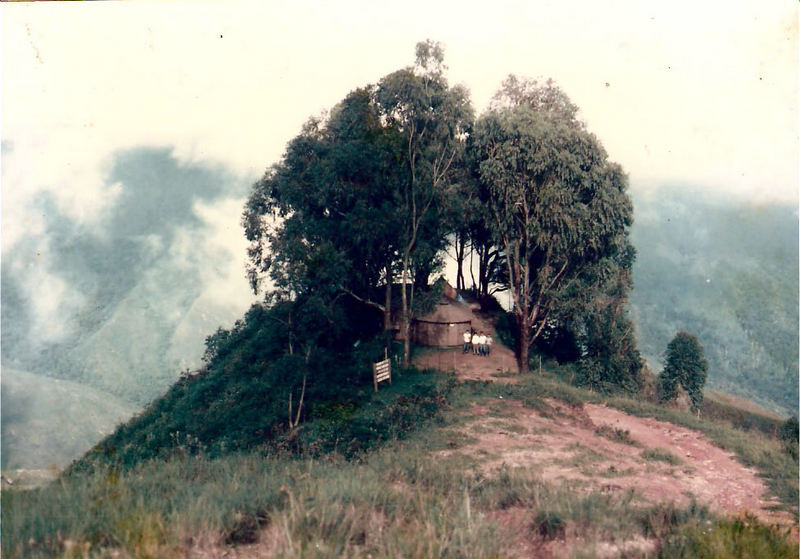
Campamento ecológico de Imparques sector Trincherón

Desde el río Medio el camino en ascenso hasta la cumbre se alterna entre subidas y bajadas, siempre en el bosque del parque nacional. La ruta a este nivel está en buen estado y culmina en el Campamento Ecológico Simón Machado, considerado zona de ambiente natural manejado, ubicado en el sector Las Cañadas a 1634 m s. n. m., que funciona como el puesto del guardaparques forestal. Desde el río Medio hasta el «Simón Machado» son aproximadamente 20 km. El promedio de camino es usualmente más corto que los anteriores 20 km en vista de los niveles más planos de este último recorrido. Por lo general, especialmente en días despejados, se puede ver la población de Turmero desde el «Simón Machado». Desde el campamento ecológico hasta la calle El Pedregal, sitio donde termina la ruta desembocando en Turmero, son poco más de 10 km. Esta ruta final está hecho principalmente de un cortafuego forestal con muy pocos puntos de sombra y bastante amplio por donde podría transitar un vehículo todoterreno. 
Para los montañistas que recorren la ruta en dirección a Chuao, el «Simón Machado» está equipado con agua y lugar para acampar. A pocos metros está el marcador de distancia del km 11 y el denominado «cruce», donde se marca la entrada que conduce a Chuao por la selva del parque nacional Henry Pittier. Tanto el ascenso por el cortafuego de Pedregal como la subida por «Polvorín», más al este y mucho más riguroso, terminan en el Campamento Ecológico Simón Machado.

## Biografía
- Juan Ganteaume. Chuao antes de la Obra Pía: origen y desarrollo de la plantación, siglos XVI y XVII El Perro y la Rana, Ediciones del Ministerio de la Cultura, 2006.

- Datos: Q16627029